# Búhos Nocturnos
En el universo de Star Wars, los Búhos Nocturnos eran una unidad de élite guerrera mandaloriana perteneciente a la Casa y al Clan Kryze, conformada por guerreros de distintos clanes, bajo el liderazgo de la princesa Bo-Katan Kryze. Su ideología se basó casi exclusivamente en el arte de la guerra, en la que se concibe la batalla como la máxima fuente de honor y orgullo para su clan. 
La mayoría de los Búhos Nocturnos eran mujeres guerreras, las cuales utilizaban un símbolo parecido a un búho en sus cascos, similar al que usaba Bo-Katan. Si bien todos los mandalorianos usan cascos beskar, el símbolo de los Búhos Nocturnos los distingue de los demás debido a ese aspecto.  Los Búhos Nocturnos pertenecientes al Clan Kryze siguen una combinación de colores gris y azul, los colores de la Casa Kryze.

## Historia
Cuando Bo-Katan se unió a la Guardia de la Muerte, los Búhos Nocturnos se pusieron del lado del grupo y del líder de esa agrupación bélica, Pre Vizsla. Después de que Darth Maul matara a Vizsla en combate y se proclamara a sí mismo como el nuevo líder de la Guardia de la Muerte, la organización se dividió en dos, con algunos miembros de los Búhos Nocturnos del lado de Maul, y una mayoría del lado de Bo-Katan. Aquellos que se unieron a Bo-Katan se convirtieron en parte de la Resistencia de Mandalore, y lucharon contra el Colectivo Sombra de Maul y sus Supercomandos Mandalorianos, coordinados por el Clan Saxón. Los Búhos Nocturnos trataron de liberar a la hermana de Bo-Katan, la duquesa Satine Kryze de Kalevala, a quien se habían opuesto debido a su extremo idealismo pacifista.
Los Búhos Nocturnos se unieron a Obi-Wan Kenobi para la liberación de Satine de la cautividad, pero fracasaron ya que la Duquesa fue ejecutada por Maul. 
El grupo, liderado por Bo-Katan, tuvo que huir finalmente de Mandalore. Regresaron con Ahsoka Tano, quien ya no era una Jedi en ese momento, para poner fin al gobierno de Maul en su planeta natal.
Ahsoka reunió la recién formada División 332 de soldados para ayudar a los Búhos Nocturnos a destronar a Maul, lo que llevó al infame Asedio de Mandalore. La misión fue un éxito y Bo-Katan fue brevemente nombrada Regente del planeta.
Sin embargo, el destino trágico de Mandalore trajo una vez más derramamiento de sangre al planeta. Justo después de que se recuperara el trono, Palpatine ejecutó la Orden 66, lo que provocó que el Imperio Galáctico se apoderara de todo. Los Búhos Nocturnos resistieron pero fueron traicionados por el Clan Saxon, y Bo-Katan se vio obligada a renunciar.
El grupo hizo un último esfuerzo para salvar el planeta cuando Bo-Katan fue solicitada por la Condesa Ursa Wren y su hija Sabine, y le entregaron el Sable Oscuro para gobernar Mandalore. Se reunieron apoyos, pero el reinado fue breve ya Moff Gideon incumplió una tregua de cese al fuego a cambi de la rendición de Bo-Katan, ya que esta quería evitar la pérdida de más vidas mandalorianas y la destrucción del planeta durante la Noche de las Mil Lágrimas.

## Miembros Conocidos
- Bo-Katan Kryze: es sin duda el miembro más reconocible de la organización desde Star Wars: The Clone Wars.

- Koska Reeves: en la temporada 2 de la serie televisiva The Mandalorian se presentó a Koska Reeves como miembros de esta unidad, bajo las órdenes de Bo-Katan.

- Ursa Wren: El grupo también incluyó en el pasado a Lady Ursa Wren, Cabeza de la Casa Wren.

## Armadura
La armadura de Bo-Katan Kryze era un traje de armadura mandaloriana portado por la mandaloriana Bo-Katan Kryze. De acuerdo con Kryze, la armadura había estado en su familia por tres generaciones. Su casco de Búho Nocturno estaba pintado de azul y gris, lo que combinaba con su armadura.
El conjunto de la famosa armadura le fue heredado.  
La armadura de Bo-Katan probablemente sea la más famosa e icónica para los mandalorianos, ya que todo quien la ve sabe que se trata de uno de los miembros de los Búhos Nocturnos, al tener pintada en su casco la imagen de una lechuza.
Dave Filoni dijo que quería que el diseño de la armadura de Bo-Katan fuese único e impresionante.